# Городомля

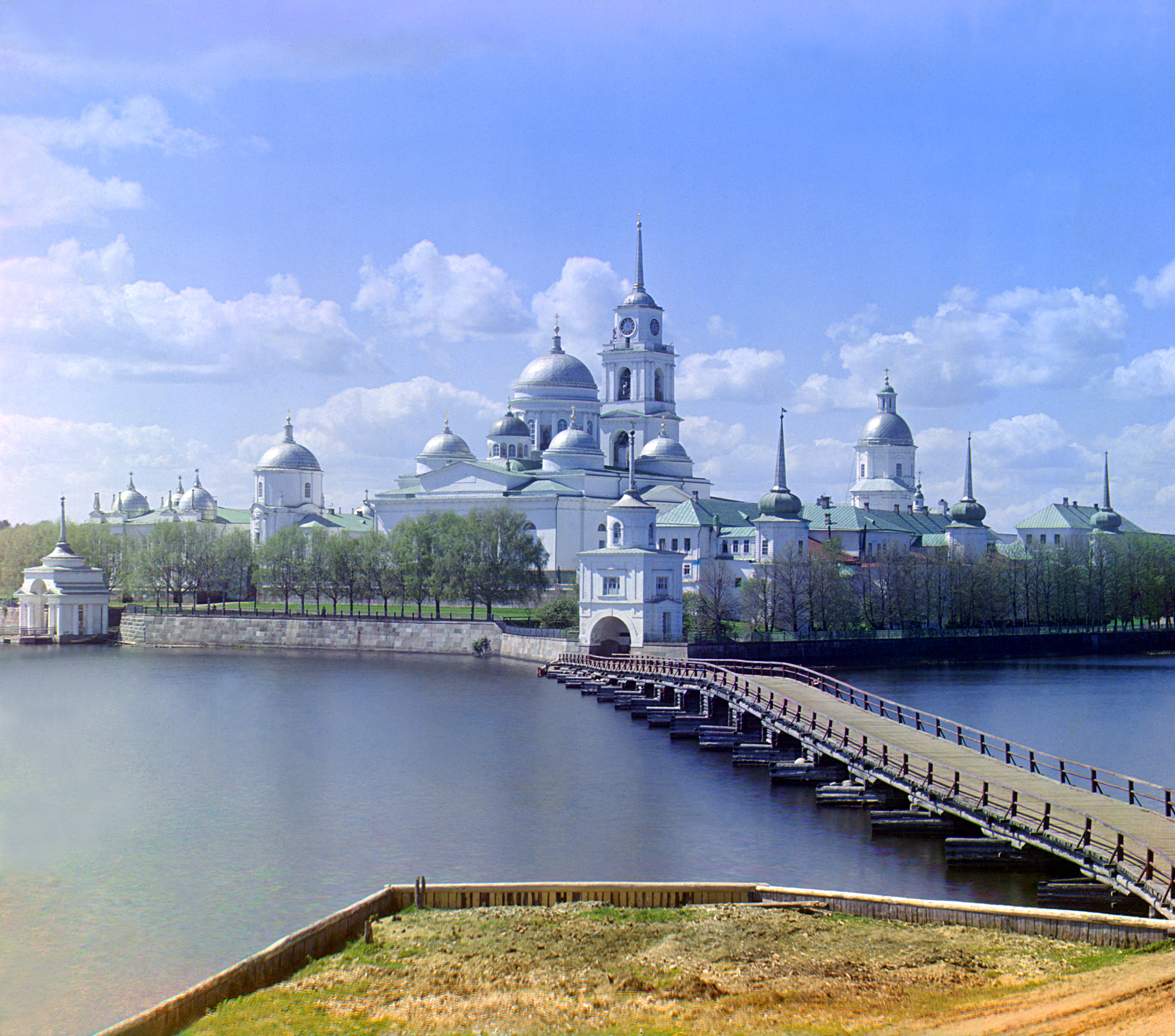
Монастир Нилова Пустинь
Комп'ютерна обробка фото 1910 року С. М. Прокудіна-Горського

Городомля (рос. Городомля, до початку XX ст. позначався як Городовня, рідше Градовня, Градомля) — острів на озері Селігер, розташований в середині озера на території Тверської області, за 6 кілометрів на північ від Осташкова. Другий за величиною після острова Хачин. Острів вкритий хвойними лісами, посередині острова є внутрішнє озеро Дивне з двома маленькими островами.
Відомо, що острів в 1629 у подарований боярином Борисом Федоровичем Личаним чоловічому монастирю Нилова Пустинь. У кінці XIX століття тут був заснований Гетсиманський скит, куди відправляли престарілих ченців. У 1890 — 91 рр. на острові побував художник І. І. Шишкін, який за мотивами поїздки написав картину «Ранок у сосновому лісі».
Після Другої світової війни на острові зібрали німецьких науковців, які займалися ракетними розробками в інтересах Радянського Союзу. Перша партія німців прибула 22 травня 1947, в травні 1948 року на острові зібрали всіх німецьких фахівців з ракет. Організація німецьких фахівців на острові Городомля отримала статус філії № 1 НДІ-88, розташованого в Підлипках (нині — м. Корольов). У жовтні 1950 р. «німецька» філія № 1 припинила свою роботу, а в 1951 — 53 рр.. німецькі фахівці були відправлені в НДР. Проте створені на Городомлі дослідний центр і машинобудівний завод після від'їзду німецьких фахівців не припинили свою роботу.
До перебудови на острові розташовувалося підприємство Міністерства загального машинобудування і його будинок відпочинку. Острів вважався режимним об'єктом, потрапити на нього можна було тільки за спецдозволу і навколо нього патрулював сторожовий катер.
В даний час (2000 — 08 рр..) На території острова розташовано ЗАТЕ Сонячний. Селище по периметру оточене лісом, який захищає його від вітрів, що дмуть на Селігері. Населення ЗАТЕ становить приблизно 2 тисячі чоловік. Містоутворююче підприємство — Філія заводу ім. Академіка Пілюгіна «Завод „Зірка“» Роскосмосу. Профспілковий будинок відпочинку «Селігер», розташований у східній частині острова на площі 7 га серед реліктового хвойного лісу, у наш час[коли?] відкрито продаються путівки в цей санаторій. На березі внутрішнього озера збереглися дерев'яна ярусна церква і рублені будинки ченців — насельників скиту.
Зв'язок з материком влітку здійснюється рейсовими теплоходами, що курсують між Осташковим (пристань «Чайкин Берег») і Городомлею. Взимку силами муніципальних підприємств ЗАТЕ Сонячний створюється автомобільна і пішохідна дорога по льоду Селігеру, у міжсезоння зв'язок утруднений. У пристані розташований контрольно-пропускний пункт, і вхід на острів здійснюється тільки за перепустками, а сам острів обнесений колючим дротом.